# Oui Oui (groupe)
Pour les articles homonymes, voir Oui-Oui (homonymie).
Oui Oui est un groupe de pop rock français.

## Biographie
Le groupe est formé en 1983 autour d'Étienne Charry (chant) et Michel Gondry (batterie) qui s'étaient rencontrés en classe de seconde au Lycée Pilote de Sèvres en septembre 1978, bientôt rejoints par Gilles Chapat et Nicolas Dufournet. Ils constituent un répertoire en réaction radicale à la cold wave ou au rock engagé qui étaient à la mode à l'époque. De nombreux amis et musiciens passeront au sein du groupe tels que : François Babalom (percussions), Matthieu Ballet (claviers), Odile Cohen (chœurs), Laurent Étienne alias Roudoudou (chant), Emmanuelle Geslin (chœurs), Olivier Gondry (trompette), Gervaise Guyot (chœurs), Éric Lefèvre (guitare basse), Laurent Lupidi (batterie), Jean-Louis Merlet (chœurs), Mathieu Paulus (guitare basse), Pierre Roudot (batterie). Après deux albums et quelques singles, le groupe cesse d'exister en 1993.
Michel Gondry est aussi le réalisateur des clips Les Cailloux, Ma maison et La Ville qui ont contribué à le faire remarquer et à lancer sa carrière.
Le 16 février 2011, à l'occasion de la présentation de son Usine de Films Amateurs au Centre Georges-Pompidou à Paris, Gondry reforme le groupe pour un concert d'un peu plus d'une heure, donné dans le forum du centre. Gondry était à la batterie, Étienne Charry à la guitare et au chant, et Nicolas Dufournet à la basse.
Le même trio (E. Charry, N. Dufournet, M. Gondry) rejoue en juin 2014 pour quelques concerts exceptionnels à Paris, au Bus Palladium le 7 et au Silencio le 19. Leur setlist mêle titres de Oui Oui et quelques titres d'Étienne Charry. Lors de ces concerts, le groupe joue devant la projection d'un film d'animation réalisé par Michel Gondry pour Oui Oui, en utilisant la même technique que celle de son film Conversation animée avec Noam Chomsky. Un concert de Oui Oui est programmé et joué au festival La Ferme Électrique, le samedi 5 juillet 2014.
En 1990 le group a été sonorisé par le célèbre DJ Bruno Nicolas.